# Куркума длинная
Курку́ма дли́нная, Куркума домашняя, Куркума культурная, или турмерик, жёлтый имбирь (лат. Cúrcuma lónga) — многолетнее травянистое растение, вид рода Куркума (Curcuma) семейства Имбирные (Zingiberaceae). Клубневидное корневище куркумы (жёлтый корень) используется как пряность (способная заменить имбирь), краситель и лекарственное растение. Является одним из основных компонентов в индийской приправе карри.
Родина куркумы, вероятно, Индия, в диком виде нигде больше не встречается.

## Ботаническое описание

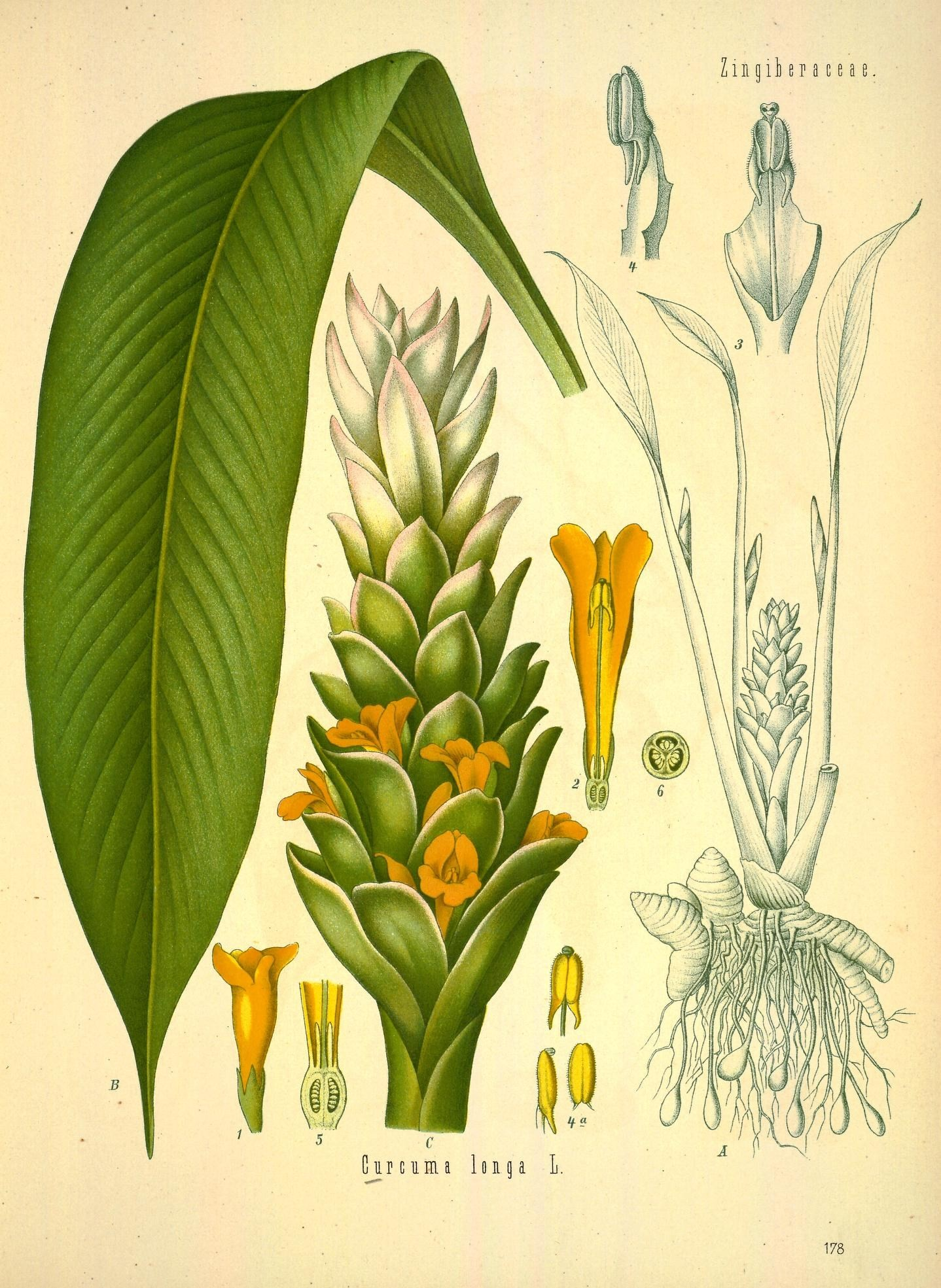
Куркума длинная.

Многолетнее травянистое растение высотой до 90 см с чередующимися двухрядными простыми овальными листьями.
Клубневидное, почти округлое корневище до 4 см в диаметре, желтовато-серое, с кольцевыми рубцами от листьев, даёт из верхушечной почки надземную часть растения. От клубневидного корневища отходят многочисленные тонкие корни, некоторые из них на конце вздуваются в небольшие клубеньки, эти клубеньки не жёлтые.
Надземная часть состоит из нескольких продолговатых на длинных (до 1 м) влагалищных черешках прикорневых листьев.
Цветонос (около 30 см) густо усажен зелёными, вверху более светлыми прилистниками, в пазухах которых в средней части цветоноса развиваются цветки. Цветки трубчатые с трёхлопастным, слегка неправильным отгибом, жёлтые, губа широкая жёлтая.

## Химический состав
Растение содержит крахмал, очень ароматное эфирное масло (1,5—5 %) и краситель куркумин (0,6 %), а также δ-фелландрен, цингиберен (2,5 %), борнеол, сабинен, β-куркумин.

## Значение и применение

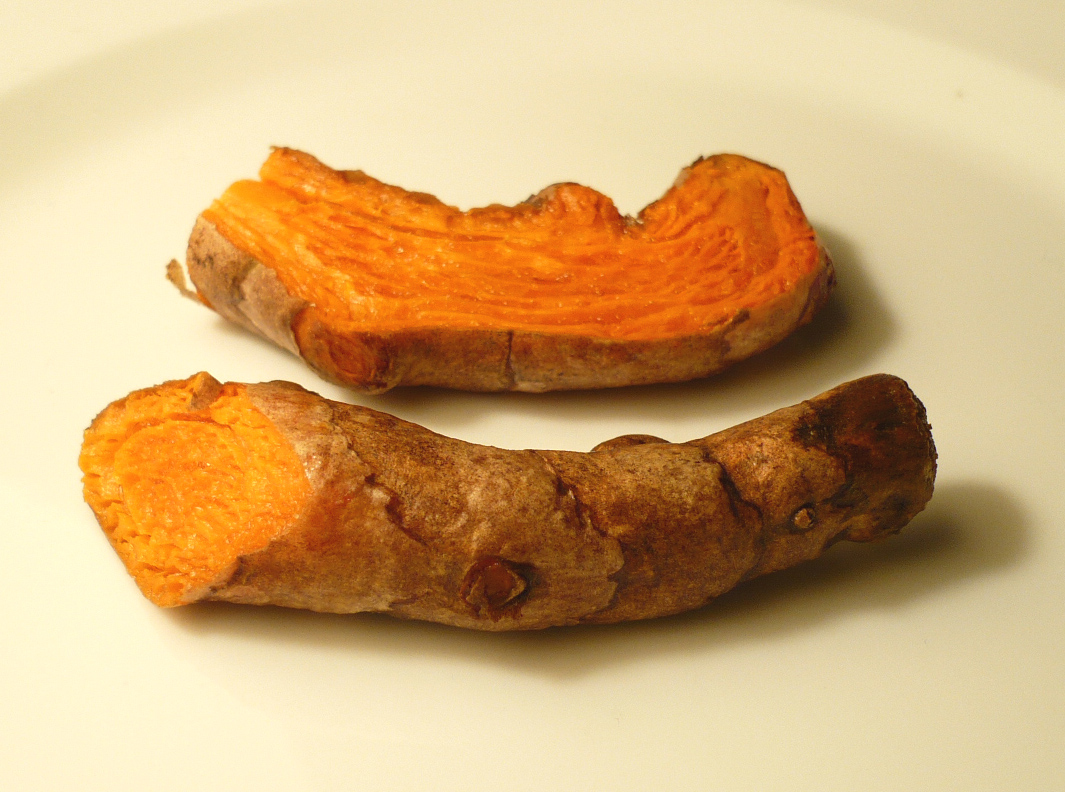
Корень куркумы длинной

Корни растения находят применение в индийской медицине в качестве противовоспалительного, ранозаживляющего, обезболивающего средства; может использоваться при сосудистых и кожных заболеваниях. Основной действующий компонент — полифенол куркумин, один из представителей группы куркуминоидов.
Вкус и запах куркумы слабопряный, приятный, а в большом количестве — острый, жгучий. Она входит в состав различных национальных пряных смесей. В окраске блюд куркума служит хорошим заменителем шафрана посевного, но значительно дешевле. Куркума используется в пищевой промышленности для окраски масла, маргарина, сыров, различных блюд и лекарств. В качестве пряности употребляется к яйцам вкрутую, омлетам, при приготовлении светлых соусов, салатов, супов-пюре, рагу, крабов, омаров и устриц. Куркума усиливает и улучшает вкус куриного бульона и блюд из куриного мяса, она также добавляется к горчице, огурцам и различным овощам, маринованным с уксусом.
В качестве лекарственного сырья используют корневище куркумы (лат. Rhizoma Curcumae).
Порошок корневищ применяется как пряность, улучшает пищеварение.
Добавка порошка корневищ куркумы к пище способствует выработке жёлчи и желудочного сока, является средством, повышающим аппетит. В народной медицине куркуму применяли при заболеваниях печени и жёлчного пузыря, почек.
В Средние века куркуму применяли преимущественно в качестве красителя перчаток, металлов и для окраски древесины в золотистый цвет.

## Таксономия
Род Куркума длинная входит в трибу Zingibereae подсемейства Zingiberoideae семейства Имбирные (Zingiberaceae) порядка Имбирецветные (Zingiberales).
|  |                       |  |                                          |                                          |                             |  | ещё 4 подсемейства (согласно Системе APG II) | ещё 4 подсемейства (согласно Системе APG II) |                   |  |  |  | ещё примерно 25 родов | ещё примерно 25 родов |  |  |
|  |                       |  |                                          |                                          |                             |  | ещё 4 подсемейства (согласно Системе APG II) | ещё 4 подсемейства (согласно Системе APG II) |                   |  |  |  | ещё примерно 25 родов | ещё примерно 25 родов |  |  |
|  |                       |  |                                          | семейство Имбирные                       |                             |  |                                              |                                              | триба Zingibereae |  |  |  |                       | вид Куркума длинная   |  |  |
|  |                       |  |                                          | семейство Имбирные                       |                             |  |                                              |                                              | триба Zingibereae |  |  |  |                       | вид Куркума длинная   |  |  |
|  | порядок Имбирецветные |  |                                          |                                          | подсемейство Zingiberoideae |  |                                              |                                              | род Куркума       |  |  |  |                       |                       |  |  |
|  | порядок Имбирецветные |  |                                          |                                          |                             |  |                                              |                                              |                   |  |  |  |                       |                       |  |  |
|  |                       |  | ещё 7 семейств (согласно Системе APG II) | ещё 7 семейств (согласно Системе APG II) |                             |  |                                              | триба Globbeae                               | триба Globbeae    |  |  |  | около 80 видов        |                       |  |  |
|  |                       |  |                                          | ещё 7 семейств (согласно Системе APG II) |                             |  |                                              |                                              | триба Globbeae    |  |  |  |                       |                       |  |  |